# Slaven Krajačić
Slaven Krajačić (Zagreb, 14. rujna 1980.) je hrvatski atletičar i član hrvatske bob-posade.
Natjecao se na Olimpijskim igrama 2000. u štafetnoj utrci 4 x 100 metara. Osvojio je 29. mjesto.
Kao član hrvatske bob posade (četverosjed) na Zimskim olimpijskim igrama 2006. osvaja 23. mjesto, a na ZOI 2010. 20. mjesto.
Bio je član AK Mladost Zagreb i Bob kluba 2000 Split.